# Davenport Speedway
Der Davenport Speedway ist eine Motorsport-Rennstrecke in Davenport im US-Bundesstaat Iowa.

## Geschichte
Der Davenport Speedway entstand aus einer Pferderennbahn, welche in den 1880er-Jahren entstand, und richtete das erste Automobilrennen im Jahr 1900 aus.
1953 wurde er erster Austragungsort für ein NASCAR-Rennen in Iowa, verlor jedoch mit der Eröffnung des Iowa Speedway im Jahr 2006 an Bedeutung. Zwischen 1989 und 2001 fanden insgesamt 31 Rennen der mit Dirt Late Models ausgetragenen NASCAR All-Star Series statt und er war damit die meistbesuchte Strecke dieser Serie. 
Aktuell richtet man vor allem kleinere Dirt-Track-Rennen aus.

## Die Strecke
Die Strecke kann als ½-Meilen und ¼-Meilen-Oval gefahren werden und ist ein klassischer Dirttrack.